# Наньлинские местные языки
Наньлинские местные языки (南岭土话) — группа неклассифицированных китайских языков, распространённых в КНР на границе провинций Хунань, Гуандун и Гуанси-Чжуанского АР.

## Терминология
Наньлинские местные языки начали изучаться лишь в конце XX века, до сих пор многие из них недостаточно хорошо описаны.
Термины «наньлинские местные языки» (南岭土话) и «хунань-гуандунские пограничные языки» (湘粤边界土话) используются для обозначения всех этих языков. В исследованиях, ограниченных отдельными регионами, эти языки могут называться по имени региона.
Ли Жун и «Атлас языков Китая» называют эти языки терминами «просторечия» (平話 [平话], с.-кит. пинхуа, для языков Гуанси) и «местные языки» (土話 [土话], с.-кит. тухуа, для языков Гуандуна и Хунани).
Самоназвания этих языков часто включают слово 声 «звук». Они могут образовываться от топонимов, от социолингвистических черт языка (например, 蛮声 /ma31 ʃaŋ34/ «дикий язык» для языка посёлка Фынъян в Ляньчжоу) или от типичных слов (ɐt2pi55声 «язык слова /ɐt2 pi55/ („что“)» для языка посёлка Ляньчжоу, 虱婆声 «язык слова /ʃɿʔ5 pʰɔʔu45/ („вошь“)» для языка района Цюйцзян).

## Распространение
На этих языках говорят общины китаизированных хмонг-мьенцев и тай-кадайцев. Официально носители этих языков могут записываться как в «ханьцев», так и в различные «национальные меньшинства», обычно хмонгов (мяо) или мьенцев (яо). Большинство их носителей проживают в сельской местности в окружении носителей других языков (хакка, кантонского, севернокитайского), не составляя большинства почти ни в одном уезде, из-за чего многие из этих языков постепенно вытесняются и находятся под угрозой исчезновения.
Наньлинские местные языки довольно разнородны, они имеют как архаичные черты, отделяющие их от остальных китайских, так и слой влияния соседних языков (кантонского, сянского, хакка, севернокитайского).

## Состав
Наньлинские местные языки по географическому признаку разделяют на четыре группы:
- южнохунаньские местные языки (湘南土话)
- северогуандунские (шаочжоуские) местные языки (粤北土话 или 韶州土话) — различают как минимум две несвязанные группы языков, одна сосредоточена в районе Ляньчжоу, другая в районе Шаогуаня
- северогуйлиньские местные языки (桂北平话)
- южногуйлиньский (наннинский) местный язык (桂南平话 или 南宁平话) — претерпел сильное кантонское влияние, часто классифицируется как диалект кантонского языка и не включается в наньлинские местные языки

В то же время внутри этих групп существуют значительные различия. Точное число языков, относящихся к наньлинским, установить трудно, их количество может измеряться десятками.

## Письменность
Наньлинские местные языки по большей части бесписьменны. Основная часть их лексики может быть записана китайскими иероглифами, так как имеет соответствия в других китайских языках (особенно сянском, кантонском и хакка), но значительная часть не этимологизируется и не имеет иероглифов для записи.
Язык, распространённый на границе уездов Цзянъюн и Даосянь в Хунани, имел основанную на иероглифах слоговую письменность из 600—700 знаков, известную как «женское письмо» (нюй-шу).